# Diego Brambilla
Diego Alberto Brambilla (Monza, 17 febbraio 1969) è un ex judoka italiano.

## Biografia
Nato a Monza nel 1969, durante la carriera gareggiava nella categoria di peso dei 71 kg (pesi leggeri).
Nel 1993 è stato argento ai Giochi del Mediterraneo di Linguadoca-Rossiglione, battuto in finale dal francese Patrick Rosso.
2 anni dopo ha vinto il bronzo ai Mondiali di Chiba 1995.
A 27 anni ha partecipato ai Giochi olimpici di Atlanta 1996, venendo eliminato ai sedicesimi dall'ungherese Bertalan Hajtós.
Dopo il ritiro è diventato maestro di judo.

## Palmarès

### Campionati mondiali
- 1 medaglia:
  - 1 bronzo (71 kg a Chiba 1995)

### Giochi del Mediterraneo
- 1 medaglia:
  - 1 argento (71 kg a Linguadoca-Rossiglione 1993)